# Sulho Ranta

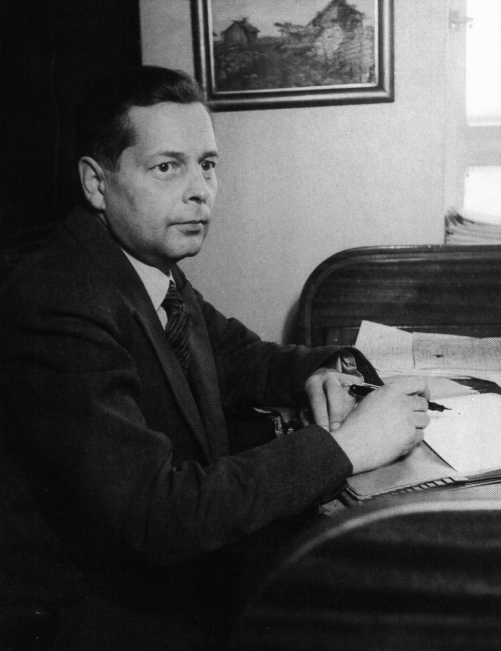
Sulho Ranta

Sulho Veikko Juhani Ranta (* 15. August 1901 in Peräseinäjoki; † 5. Mai 1960 in Helsinki) war ein finnischer Komponist.
Ranta studierte bis 1924 am Musikinstitut Helsinki Komposition bei Erkki Melartin. 1926 setzte er seine Studien in Berlin, Wien (bei Arthur Willner, Franz Schreker und Joseph Marx) und Italien fort, 1930 in Berlin und Paris. Zurück in Finnland, wirkte er auch als Theaterleiter, Pädagoge und Musikkritiker. Von 1936 bis 1956 war er Vizerektor der Sibelius-Akademie. Zu seinen Schülern zählte Joonas Kokkonen. Bekannt wurde unter anderem sein biografisches Lexikon über Finnlands Komponisten (Suomen säveltäjiä), das er 1945 veröffentlichte.
Er komponierte vier Sinfonien, Konzerte und weitere Orchesterwerke, außerdem Chor-, Kammer- und Klaviermusik. In seinem Werk finden sich Einflüsse aus dem Impressionismus, aus der Volksmusik Finnlands und aus den Musikkulturen Chinas und Japans.